# Lijst van rijksmonumenten in Noordwijk
De plaats en gemeente Noordwijk in Zuid-Holland telt 86 inschrijvingen in het rijksmonumentenregister. Hieronder een overzicht.

## Noordwijk
De plaats Noordwijk kent 74 rijksmonumenten:
| Object | Oorspronkelijke functie?  | Bouwjaar                                        | Architect             | Locatie                                                | Coördinaten?                  | Nr.?   | Afbeelding                                  |
| --- | ------------------------- | ----------------------------------------------- | --------------------- | ------------------------------------------------------ | ----------------------------- | ------ | ------------------------------------------- |
| Huis met herstelde gevel met vlechtingen                                                                        | Woonhuis                  | 1619                                            |                       | Bronckhorststraat 57                                   | 52° 14' 7" NB, 4° 26' 41" OL  | 30729  | Meer afbeeldingen                           |
| Woonhuis met eenvoudige halsgevel                                                                               | Woonhuis                  | 1731                                            |                       | Douzastraat 75                                         | 52° 14' 0" NB, 4° 26' 37" OL  | 30730  | Meer afbeeldingen                           |
| Huis met trapgevel                                                                                              | Woonhuis                  | 17e eeuw                                        |                       | Heilige Geestweg 2                                     | 52° 14' 3" NB, 4° 26' 50" OL  | 30733  | Meer afbeeldingen                           |
| Vuurtoren van Noordwijk                                                                                         | Kust- en oevermarkering   | 1921                                            | C. Jelsma             | Koningin Wilhelmina Boulevard 34                       | 52° 14' 55" NB, 4° 26' 2" OL  | 30734  | Meer afbeeldingen                           |
| De Lindenhof | Woonhuis                  | 18e eeuw                                        |                       | Lindenplein 1                                          | 52° 13' 60" NB, 4° 26' 48" OL | 30735  | Meer afbeeldingen                           |
| Dubbele woning                                                                                                  | Woonhuis                  | midden 19e eeuw                                 |                       | Lindenplein 3-5                                        | 52° 14' 0" NB, 4° 26' 47" OL  | 30736  | Meer afbeeldingen                           |
| Het "Doelenveld" met mast en schietbaan                                                                         | Vergadering en vereniging | 1779                                            |                       | Offemweg 17                                            | 52° 13' 60" NB, 4° 26' 60" OL | 30737  | Meer afbeeldingen                           |
| Tuinmuur | Tuin, park en plantsoen   | 19e eeuw                                        |                       | Voorstraat bij 25                                      | 52° 14' 4" NB, 4° 27' 1" OL   | 30738  | Meer afbeeldingen                           |
| Pand met gepleisterde puntgevel                                                                                 | Woonhuis                  | 1550                                            |                       | Pickestraat 1                                          | 52° 14' 0" NB, 4° 26' 37" OL  | 30739  | Meer afbeeldingen                           |
| Eenvoudig woonhuis onder dwars zadeldak                                                                         | Woonhuis                  |                                                 |                       | Voorstraat 5                                           | 52° 14' 5" NB, 4° 27' 4" OL   | 30740  | Eenvoudig woonhuis onder dwars zadeldak     |
| Eenvoudig woonhuis                                                                                              | Woonhuis                  |                                                 |                       | Voorstraat 5A                                          | 52° 14' 5" NB, 4° 27' 4" OL   | 30741  | Meer afbeeldingen                           |
| Pand met gepleisterde gevel met hoge trappen en overhoekse pinakels, verminkt door ramen en garagedeuren        | Woonhuis                  | 16e eeuw                                        |                       | Voorstraat 19                                          | 52° 14' 4" NB, 4° 27' 2" OL   | 30742  | Meer afbeeldingen                           |
| Voornaam pand onder een dwars schilddak                                                                         | Woonhuis                  | eerste helft 19e eeuw                           |                       | Voorstraat 23                                          | 52° 14' 4" NB, 4° 27' 2" OL   | 30743  | Voornaam pand onder een dwars schilddak     |
| Voornaam pand onder een dwars schilddak                                                                         | Woonhuis                  | eerste helft 19e eeuw                           |                       | Voorstraat 25                                          | 52° 14' 4" NB, 4° 27' 1" OL   | 30744  | Meer afbeeldingen                           |
| Gepleisterd pand met aan de straatzijde topgevel met toppinakel, met in onderbouw winkelpui                     | Woonhuis                  | 1700                                            |                       | Voorstraat 33                                          | 52° 14' 3" NB, 4° 27' 0" OL   | 30745  | Meer afbeeldingen                           |
| Woonhuis met in- en uitgezwenkte topgevel                                                                       | Woonhuis                  | 17e eeuw (bovenbouw) 18e eeuw (onderbouw)       |                       | Voorstraat 49                                          | 52° 14' 2" NB, 4° 26' 58" OL  | 30746  | Meer afbeeldingen                           |
| Huis van vijf ramen breed                                                                                       | Woonhuis                  | 18e eeuw                                        |                       | Voorstraat 55                                          | 52° 14' 2" NB, 4° 26' 56" OL  | 30747  | Meer afbeeldingen                           |
| Herenhuis | Woonhuis                  | 1740                                            |                       | Voorstraat 69                                          | 52° 14' 0" NB, 4° 26' 53" OL  | 30748  | Meer afbeeldingen                           |
| Huis onder dwars zadeldak                                                                                       | Woonhuis                  | 19e eeuw                                        |                       | Voorstraat 91                                          | 52° 13' 58" NB, 4° 26' 49" OL | 30749  | Meer afbeeldingen                           |
| Gepleisterd huis onder dwars dak                                                                                | Woonhuis                  | 1750                                            |                       | Voorstraat 93                                          | 52° 13' 58" NB, 4° 26' 48" OL | 30750  | Meer afbeeldingen                           |
| Breed gepleisterd huis onder dwars zadeldak                                                                     | Woonhuis                  | 1880                                            |                       | Voorstraat 109                                         | 52° 13' 57" NB, 4° 26' 47" OL | 30751  | Breed gepleisterd huis onder dwars zadeldak |
| Huis met mogelijk later verhoging                                                                               | Woonhuis                  | 1600                                            |                       | Voorstraat 111                                         | 52° 13' 56" NB, 4° 26' 47" OL | 30752  | Meer afbeeldingen                           |
| Huis met uitgebouwde brede gemetselde trapgevel                                                                 | Woonhuis                  | omgebouwd in 19e eeuw                           |                       | Voorstraat 16                                          | 52° 14' 4" NB, 4° 26' 60" OL  | 30753  | Meer afbeeldingen                           |
| Pand met dakkapel in de vorm van gemetseld trapje, toppinakel op kopje                                          | Woonhuis                  | eerste helft 19e eeuw                           |                       | Voorstraat 18                                          | 52° 14' 3" NB, 4° 26' 59" OL  | 30754  | Meer afbeeldingen                           |
| Weeshuispoortje                                                                                                 | Tuinpoortje               | 1618                                            |                       | Voorstraat bij 42                                      | 52° 14' 2" NB, 4° 26' 56" OL  | 30755  | Meer afbeeldingen                           |
| Oude Jeroenskerk                                                                                                | Kerk en kerkonderdeel     | midden 15e eeuw                                 |                       | Voorstraat 44                                          | 52° 14' 3" NB, 4° 26' 53" OL  | 30756  | Meer afbeeldingen                           |
| Toren van de Oude Jeroenskerk                                                                                   | Kerk en kerkonderdeel     | 13e eeuw In 1450 herbouwd                       |                       | Voorstraat 44                                          | 52° 14' 3" NB, 4° 26' 53" OL  | 30757  | Meer afbeeldingen                           |
| Breed gepleisterd woonhuis                                                                                      | Gebouw                    | 18e-19e eeuw                                    |                       | Voorstraat 48                                          | 52° 14' 1" NB, 4° 26' 53" OL  | 30758  | Meer afbeeldingen                           |
| Voor wat de voorgevel betreft verminkt huis onder schilddak                                                     | Gebouw                    | 17e-18e eeuw                                    |                       | Voorstraat 50                                          | 52° 14' 1" NB, 4° 26' 52" OL  | 30759  | Meer afbeeldingen                           |
| Hoog huis onder dwars schilddak                                                                                 | Woonhuis                  | 18e eeuw                                        |                       | Voorstraat 52A                                         | 52° 14' 0" NB, 4° 26' 51" OL  | 30760  | Meer afbeeldingen                           |
| Eenvoudig gepleisterd huisje van beganegrond en verdieping onder dwars schilddak                                | Woonhuis                  | 1730                                            |                       | Voorstraat 58                                          | 52° 13' 58" NB, 4° 26' 48" OL | 30761  | Meer afbeeldingen                           |
| Eenvoudig huis                                                                                                  | Gebouw                    | 1770                                            |                       | Voorstraat 60                                          | 52° 13' 58" NB, 4° 26' 47" OL | 30762  | Meer afbeeldingen                           |
| Eenvoudig huis                                                                                                  | Gebouw                    | 1730                                            |                       | Voorstraat 62                                          | 52° 13' 58" NB, 4° 26' 47" OL | 30763  | Meer afbeeldingen                           |
| Vier ramen breed huis onder dwars schilddak en rechte gootlijst, in onderbouw twee grote etalageramen           | Gebouw                    | 1900                                            |                       | Voorstraat 64                                          | 52° 13' 58" NB, 4° 26' 47" OL | 30764  | Meer afbeeldingen                           |
| Drie hardstenen pompen                                                                                          | Gebouw                    | laatste helft 18e eeuw                          |                       | Voorstraat bij 54                                      | 52° 14' 0" NB, 4° 26' 48" OL  | 30765  | Meer afbeeldingen                           |
| Hoogewegse Molen                                                                                                | Industrie- en poldermolen | 1652                                            |                       | Aan de Dinsdagse Wetering tussen Voorhout en Noordwijk | 52° 13' 30" NB, 4° 27' 58" OL | 30766  | Meer afbeeldingen                           |
| Oud-Noordwijk                                                                                                   | Gebouw                    | 1625 / 1785                                     |                       | Jan Kroonsplein 4                                      | 52° 14' 39" NB, 4° 25' 53" OL | 30767  | Meer afbeeldingen                           |
| Pand zonder verdieping onder dwarsgeplaatst zadeldak met dakkapel met geschulpte windveren. (zie galerij)       | Gebouw                    | 1694                                            |                       | Hoofdstraat 20                                         | 52° 14' 35" NB, 4° 26' 2" OL  | 30768  | Meer afbeeldingen                           |
| Kapel aan Zee                                                                                                   | Kerk en kerkonderdeel     | 1647                                            |                       | Hoofdstraat 96                                         | 52° 14' 35" NB, 4° 25' 49" OL | 30769  | Meer afbeeldingen                           |
| Tuinmuur | Gebouw                    | 19e eeuw                                        |                       | Voorstraat bij 109                                     | 52° 13' 57" NB, 4° 26' 47" OL | 391047 | Upload foto                                 |
| Calorama: landhuis                                                                                              | Kasteel, buitenplaats     | verbouwd in 1872                                |                       | Gooweg 21                                              | 52° 14' 9" NB, 4° 27' 8" OL   | 508208 | Meer afbeeldingen                           |
| Calorama: historische tuin- en parkaanleg                                                                       | Tuin, park en plantsoen   | midden 19de eeuw                                |                       | Gooweg bij 21                                          | 52° 14' 9" NB, 4° 27' 8" OL   | 508210 | Meer afbeeldingen                           |
| Calorama: toegangshek met keermuren                                                                             | Bijgebouwen kastelen enz. | 19e eeuw                                        |                       | Gooweg bij 21                                          | 52° 14' 9" NB, 4° 27' 9" OL   | 508211 | Meer afbeeldingen                           |
| Calorama: toegangshek met keermuren                                                                             | Bijgebouwen kastelen enz. | 19e eeuw                                        |                       | Gooweg bij 23                                          | 52° 14' 14" NB, 4° 27' 17" OL | 508212 | Meer afbeeldingen                           |
| Calorama: woonhuis annex kruidendrogerij                                                                        | Bijgebouwen kastelen enz. | 17e eeuw                                        |                       | Gooweg 19                                              | 52° 14' 10" NB, 4° 27' 8" OL  | 508213 | Meer afbeeldingen                           |
| Calorama: tuinkoepel                                                                                            | Tuin, park en plantsoen   | 1842                                            |                       | Gooweg bij 21                                          | 52° 14' 11" NB, 4° 27' 10" OL | 508214 | Meer afbeeldingen                           |
| Calorama: moestuinmuur                                                                                          | Bijgebouwen kastelen enz. | 18e eeuw                                        |                       | Gooweg bij 21                                          | 52° 14' 12" NB, 4° 27' 9" OL  | 508215 | Meer afbeeldingen                           |
| Calorama: koetshuis                                                                                             | Bijgebouwen kastelen enz. | 1878                                            |                       | Gooweg 23                                              | 52° 14' 15" NB, 4° 27' 16" OL | 508216 | Meer afbeeldingen                           |
| Algemene begraafplaats van Noordwijk: begraafplaats                                                             | Begraafplaats en -onderdl | 1829 (aanleg) 1931 (uitbr.)                     | Salomon van der Paauw | Oude Zeeweg 32                                         | 52° 14' 18" NB, 4° 26' 8" OL  | 511981 | Meer afbeeldingen                           |
| Algemene begraafplaats van Noordwijk: muur                                                                      | Begraafplaats en -onderdl | 1931                                            |                       | Oude Zeeweg 32                                         | 52° 14' 18" NB, 4° 26' 8" OL  | 511982 | Meer afbeeldingen                           |
| Algemene begraafplaats van Noordwijk: baarhuisje                                                                | Begraafplaats en -onderdl | 1931                                            |                       | Oude Zeeweg 32                                         | 52° 14' 16" NB, 4° 26' 8" OL  | 511983 | Meer afbeeldingen                           |
| Algemene begraafplaats van Noordwijk: grafmonument opgericht door opgericht door de families Van Limburg Stirum | Begraafplaats en -onderdl | 1829                                            |                       | Oude Zeeweg 32                                         | 52° 14' 18" NB, 4° 26' 8" OL  | 511984 | Meer afbeeldingen                           |
| Algemene begraafplaats van Noordwijk: grafmonument van Otto Johannes Schreuders                                 | Begraafplaats en -onderdl | 1886                                            |                       | Oude Zeeweg 32                                         | 52° 14' 18" NB, 4° 26' 8" OL  | 511985 | Meer afbeeldingen                           |
| Pastorie | Kerkelijke dienstwoning   | 1926 (gevelsteen)                               |                       | van Limburg Stirumstraat 24                            | 52° 14' 1" NB, 4° 26' 46" OL  | 511987 | Pastorie                                    |
| Sint-Jeroenskerk                                                                                                | Kerk en kerkonderdeel     | 1925                                            | Nicolaas Molenaar sr. | Limburg van Stirumstraat 26                            | 52° 14' 1" NB, 4° 26' 45" OL  | 511988 | Meer afbeeldingen                           |
| Bollenschuur annex werkplaats                                                                                   | Boerderij                 | 1880                                            |                       | Voorstraat 114                                         | 52° 13' 53" NB, 4° 26' 45" OL | 511990 | Bollenschuur annex werkplaats               |
| Bollenschuur | Boerderij                 | ca. 1850-80                                     |                       | Voorstraat 118                                         | 52° 13' 53" NB, 4° 26' 43" OL | 511991 | Bollenschuur                                |
| Woonhuis annex bollenschuur                                                                                     | Woonhuis                  | ca. 1850-80                                     |                       | Voorstraat 126                                         | 52° 13' 53" NB, 4° 26' 45" OL | 511992 | Meer afbeeldingen                           |
| De Koekoek | Woonhuis                  | 1917                                            | A.H. Wegerif          | Boerhaaveweg 21                                        | 52° 13' 54" NB, 4° 25' 31" OL | 511993 | Meer afbeeldingen                           |
| Watertoren | Nutsbedrijf               | 1917                                            | F.A. Warners          | van Hardenbroekweg 18                                  | 52° 14' 31" NB, 4° 26' 12" OL | 511994 | Meer afbeeldingen                           |
| Klein Offem | Kasteel, buitenplaats     | 1856-1861                                       | G. Brouwer            | Offemweg 19                                            | 52° 13' 60" NB, 4° 26' 58" OL | 511995 | Meer afbeeldingen                           |
| Raadhuis | Bestuursgebouw en onderdl | 1887                                            | Nicolaas Molenaar sr. | Voorstraat 42                                          | 52° 14' 2" NB, 4° 26' 56" OL  | 511996 | Meer afbeeldingen                           |
| Herenhuis | Kerkelijke dienstwoning   | 1872                                            |                       | Voorstraat 47                                          | 52° 14' 2" NB, 4° 26' 58" OL  | 511997 | Meer afbeeldingen                           |
| Herenhuis | Woonhuis                  | ca. 1870                                        |                       | Voorstraat 56                                          | 52° 13' 59" NB, 4° 26' 48" OL | 511998 | Meer afbeeldingen                           |
| Huis van bewaring en kantongerecht                                                                              | Gerechtsgebouw            | 1860-1861                                       | A.C. Pierson          | Voorstraat 87                                          | 52° 13' 58" NB, 4° 26' 49" OL | 511999 | Meer afbeeldingen                           |
| Offem: historische tuin- en parkaanleg                                                                          | Tuin, park en plantsoen   | 16e eeuw (dubbel omgrachte bouwplaats)          |                       | Nieuwe Offemweg 1                                      | 52° 13' 57" NB, 4° 27' 4" OL  | 520327 | Meer afbeeldingen                           |
| Offem: koetshuis                                                                                                | Bijgebouwen kastelen enz. | 1858                                            |                       | Nieuwe Offemweg 11                                     | 52° 13' 57" NB, 4° 27' 4" OL  | 520328 | Upload foto                                 |
| Offem: dienstwoning                                                                                             | Bijgebouwen kastelen enz. | 1866                                            |                       | Nieuwe Offemweg 13                                     | 52° 13' 60" NB, 4° 27' 0" OL  | 520329 | Upload foto                                 |
| Offem: tuinsieraden                                                                                             | Tuin, park en plantsoen   | 18e + 19e eeuw                                  |                       | Nieuwe Offemweg bij 1                                  | 52° 14' 3" NB, 4° 27' 3" OL   | 520330 | Upload foto                                 |
| Offem: prieel                                                                                                   | Tuin, park en plantsoen   | laatste kwart 19e eeuw of eerste kwart 20e eeuw |                       | Nieuwe Offemweg bij 1                                  | 52° 14' 3" NB, 4° 27' 3" OL   | 520331 | Upload foto                                 |
| Offem: moestuinensemble                                                                                         | Tuin, park en plantsoen   | ca. 1870                                        |                       | Nieuwe Offemweg bij 1                                  | 52° 14' 3" NB, 4° 27' 3" OL   | 520332 | Upload foto                                 |
| Offem: dienstwoning met tuinmuur                                                                                | Bijgebouwen kastelen enz. | laat 19e eeuw                                   |                       | Nieuwe Offemweg bij 1                                  | 52° 14' 3" NB, 4° 27' 3" OL   | 520334 | Upload foto                                 |
| Offem: portierswoning achterhek                                                                                 | Bijgebouwen kastelen enz. | 1862-1863                                       |                       | Nachtegaalslaan 29                                     | 52° 14' 3" NB, 4° 27' 3" OL   | 520335 | Meer afbeeldingen                           |
| Offem: toegangsbrug met hek                                                                                     | Tuin, park en plantsoen   | voor 1817                                       |                       | Nachtegaalslaan bij 29                                 | 52° 14' 3" NB, 4° 27' 3" OL   | 520336 | Meer afbeeldingen                           |

## Noordwijkerhout
De plaats Noordwijkerhout kent 12 rijksmonumenten, zie de lijst van rijksmonumenten in  Noordwijkerhout.
Alblasserdam ·
Albrandswaard ·
Alphen aan den Rijn ·
Barendrecht ·
Bodegraven-Reeuwijk ·
Capelle aan den IJssel ·
Delft ·
Den Haag ·
Dordrecht ·
Goeree-Overflakkee ·
Gorinchem ·
Gouda ·
Hardinxveld-Giessendam ·
Hendrik-Ido-Ambacht ·
Hillegom ·
Hoeksche Waard‎ ·
Kaag en Braassem ·
Katwijk ·
Krimpen aan den IJssel ·
Krimpenerwaard ·
Lansingerland ·
Leiden ·
Leiderdorp ·
Leidschendam-Voorburg ·
Lisse ·
Maassluis ·
Midden-Delfland ·
Molenlanden ·
Nieuwkoop ·
Nissewaard ·
Noordwijk ·
Oegstgeest ·
Papendrecht ·
Pijnacker-Nootdorp ·
Ridderkerk ·
Rijswijk ·
Rotterdam ·
Schiedam ·
Sliedrecht ·
Teylingen ·
Vlaardingen ·
Voorne aan Zee ·
Voorschoten ·
Waddinxveen ·
Wassenaar ·
Westland ·
Zoetermeer ·
Zoeterwoude ·
Zuidplas ·
Zwijndrecht